# Трошин, Олег Семёнович
Оле́г Семёнович Тро́шин (род. 1 августа 1964) — советский и российский легкоатлет, специалист по спортивной ходьбе. Выступал за сборные СССР, СНГ и России по лёгкой атлетике в 1990-х годах, победитель и призёр первенств национального значения, участник летних Олимпийских игр в Барселоне. Мастер спорта международного класса.

## Биография
Олег Трошин родился 1 августа 1964 года. Занимался ходьбой под руководством заслуженного тренера России Николая Филипповича Кабанова, выступал за СКА (Южно-Сахалинск), представлял Московскую область.
Впервые заявил о себе в 1989 году, когда с результатом 1:21:34 занял 15-е место в мировом рейтинге ходоков на 20 км.
В апреле 1990 года на соревнованиях в Москве установил свой личный рекорд в дисциплине 20 км — 1:19:58. Это был 12-й результат мирового сезона.
В мае 1992 года в той же дисциплине выиграл серебряную медаль на открытом чемпионате СНГ по спортивной ходьбе в Москве, уступив на финише только Владимиру Андрееву. По итогам этого старта вошёл в состав Объединённой команды, собранной из спортсменов бывших советских республик, и выступил на летних Олимпийских играх в Барселоне — здесь в программе ходьбы на 20 км сошёл с дистанции.
В 1995 году стал серебряным призёром в ходьбе на 50 км на открытом чемпионате России в Ижевске — на финише его опередил только Николай Матюхин.
В 1996 году получил серебро в ходьбе на 30 км на открытом зимнем чемпионате России в Адлере, пропустив вперёд титулованного Михаила Щенникова.
На открытом чемпионате России по спортивной ходьбе 1997 года в Чебоксарах с результатом 3:58.01 превзошёл всех соперников на дистанции 50 км и завоевал золотую медаль.